# Pfaffenweiler
Pfaffenweiler là một đô thị trong huyện Breisgau-Hochschwarzwald bang Baden-Württemberg in southern thuộc nước Đức. Đô thị Pfaffenweiler có diện tích 3,61 km², dân số thời điểm 31 tháng 12 năm 2020 là 2597 người.